# Kono Oto Tomare!
Kono Oto Tomare! (この音とまれ!?) es una serie de manga escrita e ilustrada por Amyū. Comenzó su publicación en la revista Jump Square de la editorial Shūeisha en agosto de 2012; actualmente hay recopilados 31 volúmenes y más de 5.5 millones de copias vendidas. Una adaptación a serie de anime producida por Platinum Vision salió al aire en abril de 2019.

## Argumento
Takezō Kurata es el único miembro del club de koto de la preparatoria Tokise,  pues el resto se ha graduado. Cuando este intenta reclutar compañeros difundiendo la existencia del club, Kudō Chika anuncia que se unirá. Kudō es conocido como un delincuente juvenil que cambió de actitud gracias a su abuelo y desarrolló pasión por el koto. Otro de los miembros nuevos es Satowa Hōzuki, considerada una prodigio del cordófono. Conforme pasa el tiempo, más miembros se unen por razones distintas, conociéndose unos a otros, haciendo nuevas amistades y romances, pero todos bajo el mismo objetivo de tocar en la competición nacional de koto.

## Personajes
Chika Kudō (久遠 愛, Kudō Chika?)
Voz por: Yūma Uchida, Víctor Kuri (español latino)
Es un joven de personalidad infantil, reactivo y altanero por fuera pero sensible y noble por dentro. Por más directos que sean sus acciones y sus comentarios, no puede expresarse claramente con los demás, por lo que comúnmente se lo cataloga como bruto o bárbaro. Es fuerte y decidido, además de protector hacia sus amigos, de modo que no es difícil que inicie una pelea. Pasó la infancia sin amigos y eso lo hizo un delincuente, por lo que finalmente fue echado de casa por su padre. Con el tiempo cambió de actitud gracias a su abuelo, quien lo adoptó y comenzó a enseñarle sobre el koto. Se une al club de koto de la escuela en honor a su abuelo, quien fue el fundador de este, a pesar de que estos clubes son considerados generalmente femeninos. Por su personalidad choca constantemente con Satowa, la chica prodigio, y ha fijado como meta alcanzarla, aunque con el tiempo desarrolla sentimientos hacia ella.
Takezō Kurata (倉田 武蔵, Kurata Takezō?)
Voz por: Junya Enoki, Fernando Rivas Villareal (español latino)
Es un estudiante que al inicio de la historia funge como el presidente del club de koto y único miembro luego de que todas sus compañeras se graduaran. Se había unido al club sin tener mucho interés y siente la responsabilidad de mantenerlo vivo por encargo de la anterior presidenta. Carece de confianza y carisma para liderar e incluso es objeto de burla de sus compañeros de clase, pero conforme avanza la trama y se renueva el club con nuevos miembros, reconecta con el gusto por el koto y desarrolla habilidades como presidente. 
Satowa Hōzuki (鳳月 さとわ, Hōzuki Satowa?)
Voz por: Atsumi Tanezaki, Nadia Lujambio (español latino)
Una estudiante que es catalogada como una prodigio del koto. Se une al club de koto de la escuela donde asiste y asume el rol de profesora gracias a sus conocimientos, aunque admite que enseñar no es lo suyo. Como profesional puede tocar todo tipo de kotos. Es una chica trabajadora y siempre intenta comprender el lado artístico de las piezas que interpreta, buscando ser mejor.
Tetsuki Takaoka (高岡 哲生, Takaoka Tetsuki?)
Voz por: Yoshimasa Hosoya, Jonathan Miranda (español latino)
Es el mejor amigo de Kudō. Es un buen estudiante que sabe cocinar y pelear. Siempre apoya a su amigo cuando este tiene problemas.
Saneyasu Adachi (足立 実康, Adachi Saneyasu?)
Voz por: Haruki Ishiya, Edgar García (español latino)
Es un estudiante miembro del club de koto que toca la guitarra y tiene buen sentido del ritmo.
Michitaka Sakai (堺 通孝, Sakai Michitaka?)
Voz por: Makoto Furukawa, Abraham Castillo (español latino)
Estudiante y miembro del club de koto.
Hiro Kurusu (来栖 妃呂, Kurusu Hiro?)
Voz por: Sara Matsumoto, Valeria Tavera (español latino)
Una estudiante con una personalidad un poco despistada. Al principio se unió al club de koto porque quería causar problemas dentro del grupo, pero tras conocer a los miembros, en especial a Chika, Satowa y Takezō, cambió de opinión con respecto a su manera de ver los lazos que unen a las personas.
Suzuka Takinami (滝浪 涼香, Takinami Suzuka?)
Voz por: Daisuke Namikawa, Erik Osorio (español latino)
Es el profesor de matemáticas de la preparatoria Tokise y consejero del club de koto. Su padre, su madre y su hermana son músicos y la familia tiene una gran trayectoria musical.
Gen Kudō (久遠 源, Kudō Gen?)
Voz por: Tetsuo Kanao, Urike Aragón (español latino)
El abuelo de Chika, un reconocido artesano fabricante de kotos. Fallecido ya desde el inicio de la historia, era quien se hacía cargo de Chika luego de que esté fuera expulsado de casa por su padre. Intentó alejar a su nieto de las peleas y lo introdujo al mundo del koto. 
Takeru Kurata (倉田 武流, Kurata Takeru?)
Voz por: Natsuki Hanae, Erik Osorio (español latino)
Es el hermano de Takezō. Siempre lo trata como un fracaso y una decepción de persona, sin embargo, su actitud cambia cuando su hermano lo enfrenta y le dice que no hable de lo que no sabe.
Isaki Kudō (久遠 衣咲, Kudō Isaki?)
Voz por: Nana Mizuki, Yesica González (español latino)
Es la tía de Chika y con quien este vive. A diferencia del abuelo, es moderna y gusta del lujo.
Mio Kanzaki (神崎 澪, Kanzaki Mio?)
Voz por: Shōta Aoi, Emiliano Montaño (español latino)
Miembro del club de koto de la escuela Hakuto. Es un estudiante sombrío con sinestesia auditivo-visual (capacidad de ver los sonidos) y una gran habilidad de tocar.

## Manga
Es un manga creado por Amyū, comenzó su publicación en la revista Jump Square de la editorial Shūeisha en agosto de 2012; actualmente hay 26 volúmenes.
| N.º | Título       | Fecha de lanzamiento   | ISBN original          |
| --- | ------------ | ---------------------- | ---------------------- |
| 1   | «Volumen 1»  | 2 de noviembre de 2012 | ISBN 978-4-08-870545-3 |
| 2   | «Volumen 2»  | 4 de marzo de 2013     | ISBN 978-4-08-870639-9 |
| 3   | «Volumen 3»  | 4 de julio de 2013     | ISBN 978-4-08-870775-4 |
| 4   | «Volumen 4»  | 1 de noviembre de 2013 | ISBN 978-4-08-870845-4 |
| 5   | «Volumen 5»  | 4 de abril de 2014     | ISBN 978-4-08-880034-9 |
| 6   | «Volumen 6»  | 4 de julio de 2014     | ISBN 978-4-08-880142-1 |
| 7   | «Volumen 7»  | 4 de noviembre de 2014 | ISBN 978-4-08-880142-1 |
| 8   | «Volumen 8»  | 4 de marzo de 2015     | ISBN 978-4-08-880320-3 |
| 9   | «Volumen 9»  | 3 de julio de 2015     | ISBN 978-4-08-880431-6 |
| 10  | «Volumen 10» | 4 de noviembre de 2015 | ISBN 978-4-08-880508-5 |
| 11  | «Volumen 11» | 4 de marzo de 2016     | ISBN 978-4-08-880636-5 |
| 12  | «Volumen 12» | 4 de julio de 2016     | ISBN 978-4-08-880730-0 |
| 13  | «Volumen 13» | 4 de noviembre de 2016 | ISBN 978-4-08-880813-0 |
| 14  | «Volumen 14» | 3 de marzo de 2017     | ISBN 978-4-08-881029-4 |
| 15  | «Volumen 15» | 4 de julio de 2017     | ISBN 978-4-08-881126-0 |
| 16  | «Volumen 16» | 4 de diciembre de 2017 | ISBN 978-4-08-881168-0 |
| 17  | «Volumen 17» | 4 de abril de 2018     | ISBN 978-4-08-881389-9 |
| 18  | «Volumen 18» | 3 de agosto de 2018    | ISBN 978-4-08-881475-9 |
| 19  | «Volumen 19» | 4 de diciembre de 2018 | ISBN 978-4-08-881389-9 |
| 20  | «Volumen 20» | 4 de abril de 2019     | ISBN 978-4-08-881810-8 |

## Anime
Una serie de anime para televisión fue anunciada, se estrenó el 6 de abril de 2019 en las cadenas Tokyo MX, BS11 y WOWOW. Es producida por el estudio Platinum Vision y dirigida por Ryōma Mizuno, Ayumu Hisao escribió el guion y Junko Yamanaka se encargó del diseño de los personajes. La serie contará con otra temporada a estrenarse en octubre de 2019. El tema de apertura es Tone, interpretado por Shota Aoi y el tema de cierre es Speechless de Yuma Uchida.
El 1 de diciembre de 2021, Funimation anunció que la serie recibió un doblaje en español latino, que se estrenó el 9 de diciembre (primera temporada) y 20 de enero de 2022 (segunda temporada). Tras la adquisición de Crunchyroll por parte de Sony, el doblaje se trasladó a Crunchyroll.

### Lista de episodios
| Parte 1 | |                         |
| 1       | «Un nuevo miembro» Transcripción: «Shinnyū buin» (en japonés: 新入部員)                                               | 6 de abril de 2019      |
| 2       | «Cualificación» Transcripción: «Shikaku no Arika» (en japonés: 資格の在処)                                            | 13 de abril de 2019     |
| 3       | «El nuevo club de koto» Transcripción: «Shinsei sōkyokubu shidō» (en japonés: 新生箏曲部始動)                         | 20 de abril de 2019     |
| 4       | «El primer sonido» Transcripción: «Hajimete no Hibiki» (en japonés: 初めての響き)                                     | 27 de abril de 2019     |
| 5       | «Queremos haceros llegar nuestro sonido» Transcripción: «Hibiki todoke Bokura no Oto» (en japonés: 響き届け 僕らの音) | 4 de mayo de 2019       |
| 6       | «Límites invisibles» Transcripción: «Mienai kyōkaisen» (en japonés: 見えない境界線)                                   | 11 de mayo de 2019      |
| 7       | «Sonidos desconocidos» Transcripción: «Shirarezaru oto no Ha» (en japonés: 知られざる音の葉)                          | 18 de mayo de 2019      |
| 8       | «Señales» Transcripción: «Michishirube» (en japonés: みちしるべ)                                                      | 25 de mayo de 2019      |
| 9       | «Palabras que se clavan» Transcripción: «Tsukisasaru gen no Oto» (en japonés: 突き刺さる言の音)                       | 1 de junio de 2019      |
| 10      | «Cerca, pero lejos» Transcripción: «Chikakute tōi kyori» (en japonés: 近くて遠い距離)                                 | 8 de junio de 2019      |
| 11      | «El tiempo vuela como el viento y rezo» Transcripción: «Sagashiteta oto» (en japonés: 探してた音)                     | 15 de junio de 2019     |
| 12      | «Rivales» Transcripción: «Raibaru» (en japonés: ライバル)                                                             | 22 de junio de 2019     |
| 13      | «Kuon» Transcripción: «Kuon» (en japonés: 久遠)                                                                       | 29 de junio de 2019     |
| Parte 2 | |                         |
| 14      | «Un paso adelante» Transcripción: «Ippo mae e» (en japonés: 一歩前へ)                                                 | 5 de octubre de 2019    |
| 15      | «Descubrimiento» Transcripción: «Kizuki» (en japonés: きづき)                                                         | 12 de octubre de 2019   |
| 16      | «Tiempo a solas» Transcripción: «Futari no Jikan» (en japonés: 二人の時間)                                            | 19 de octubre de 2019   |
| 17      | «Reencuentro» Transcripción: «Saikai» (en japonés: 再会)                                                              | 26 de octubre de 2019   |
| 18      | «La resolución de cada uno» Transcripción: «Sorezore no Ketsui» (en japonés: それぞれの決意)                          | 2 de noviembre de 2019  |
| 19      | «Confrontación» Transcripción: «Taiji» (en japonés: 対峙)                                                             | 9 de noviembre de 2019  |
| 20      | «De nuevo» Transcripción: «Mōichido» (en japonés: もう一度)                                                           | 16 de noviembre de 2019 |
| 21      | «Significado y función» Transcripción: «Imi to yakuwari» (en japonés: 意味と役割)                                     | 23 de noviembre de 2019 |
| 22      | «La mañana del combate» Transcripción: «Kessen no Asa» (en japonés: 決戦の朝)                                         | 30 de noviembre de 2019 |
| 23      | «La determinación de las reinas» Transcripción: «Oja no Kakugo» (en japonés: 王者の覚悟)                              | 7 de diciembre de 2019  |
| 24      | «Más allá de lo correcto» Transcripción: «Seikai no Sonosaki» (en japonés: 正解のその先)                              | 14 de diciembre de 2019 |
| 25      | «Tenkyu» Transcripción: «Tenkyū» (en japonés: 天泣)                                                                   | 21 de diciembre de 2019 |
| 26      | «Línea de salida» Transcripción: «Sutātorain» (en japonés: スタートライン)                                            | 28 de diciembre de 2019 |